# Zentralinstitut für Herz-Kreislaufforschung

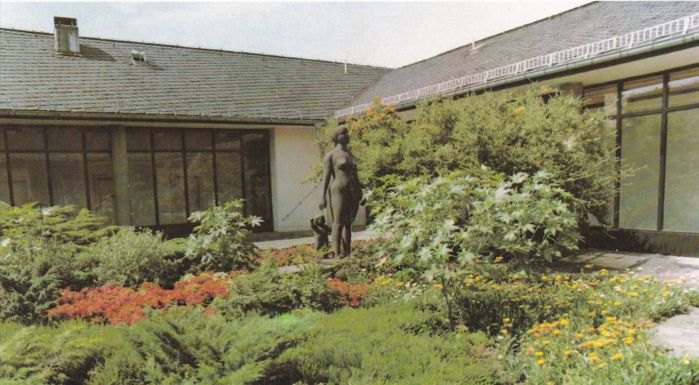
Innenhof des Zentralinstituts für Herz-Kreislaufforschung der Akademie der Wissenschaften der DDR

Das Zentralinstitut für Herz-Kreislaufforschung (ZIHK), von der Gründung bis Ende Juni 1980 als Zentralinstitut für Herz-Kreislauf-Regulationsforschung bezeichnet, war ein vom 1. Januar 1972 bis zum 31. Dezember 1991 bestehendes außeruniversitäres Forschungsinstitut der Akademie der Wissenschaften der DDR (AdW). Es fungierte in der Deutschen Demokratischen Republik (DDR) als Leiteinrichtung für die Behandlung und Erforschung von Herz-Kreislauferkrankungen und war ab September 1984 Collaborating Center der Weltgesundheitsorganisation. Nachfolgeeinrichtung des Instituts ist das 1992 gegründete Max-Delbrück-Centrum für Molekulare Medizin.

## Geschichte

### Organisatorische Entwicklung
Das Zentralinstitut für Herz-Kreislaufforschung entstand im Rahmen einer Strukturreform der Institute der Deutschen Akademie der Wissenschaften zu Berlin aus dem Institut für kortiko-viszerale Pathologie und Therapie sowie dem Institut für Kreislaufforschung, das auf eine Abteilung des 1947 gegründeten Akademie-Instituts für Medizin und Biologie zurückging. Es hatte seinen Sitz zusammen mit dem Zentralinstitut für Molekularbiologie und dem Zentralinstitut für Krebsforschung in Berlin-Buch. Das Institut gehörte zum 1971 entstandenen Forschungszentrum für Molekularbiologie und Medizin der Akademie und war ab 1986 zusammen mit dem Zentralinstitut für Krebsforschung dem Wissenschaftsbereich Medizin der AdW zugeordnet. Ab 1984 fungierte es als Collaborating Center der Weltgesundheitsorganisation (WHO) für Forschung und Ausbildung auf dem Gebiet der Herz- und Kreislaufkrankheiten.

### Aufgaben und Aktivitäten
Das Zentralinstitut für Herz-Kreislaufforschung, das 1985 rund 450 Mitarbeiter hatte, fungierte in der DDR als Leiteinrichtung für die Bekämpfung von Herz-Kreislauferkrankungen. Forschungsschwerpunkte des Instituts waren unter anderem die Grundlagenforschung zu den Ursachen der arteriellen Hypertonie und der koronaren Herzkrankheit, die Untersuchung der Regulation des Herz-Kreislauf-Systems und der Rolle des Zentralnervensystems, die Erforschung der Molekular- und Zellbiologie des Herzens und des Gefäßsystems sowie die Aufklärung der Ursachen des Herzinfarkts und des plötzlichen Herztodes. Darüber hinaus oblag dem Institut die Entwicklung und Bewertung neuer medikamentöser und apparativer Therapieansätze zur Behandlung von Herz-Kreislauferkrankungen.

### Direktoren
Gründungsdirektor des Zentralinstituts für Herz-Kreislaufforschung und ärztlicher Direktor der zugehörigen Klinik mit rund 80 Betten wurde Rudolf Baumann, der seit 1958 das Institut für kortiko-viszerale Pathologie und Therapie geleitet hatte. Ihm folgten von 1978 bis 1990 Horst Heine und von 1990 bis 1991 Karlheinz Richter. Albert Wollenberger, der zuvor das Institut für Kreislaufforschung geleitet hatte, wurde Bereichsdirektor am ZIHK.

## Nachfolgeeinrichtung
Nach der deutschen Wiedervereinigung entstanden als Nachfolgeeinrichtungen der drei in Berlin-Buch ansässigen Zentralinstitute mit Beginn des Jahres 1992 das Max-Delbrück-Centrum für Molekulare Medizin (MDC) als Forschungsinstitut, ein nach dem deutschen Internisten Franz Volhard benanntes kardiologisches Spezialkrankenhaus sowie im Bereich der Krebsbehandlung die Robert-Rössle-Klinik. Die beiden Kliniken, die im Bereich der Forschung mit dem MDC kooperieren, gehörten bis 2001 zur Charité Universitätsmedizin Berlin, nachdem zuvor bis 1998 die Freie Universität Berlin für die Trägerschaft zuständig war. Seit 2001 sind die Kliniken Teil des Helios Klinikums Berlin-Buch der privaten Helios-Gruppe.